# 2024年パリオリンピックのウエイトリフティング競技
2024年パリオリンピックのウエイトリフティング競技（2024ねんパリオリンピックのウェイトリフティングきょうぎ）は、国際ウエイトリフティング連盟（IWF）が管轄し、2024年8月7日から8月11日までパリ南アリーナ（ポルト・ド・ヴェルサイユ見本市会場）・アリーナ6にて男女計10種目が行われた。

## 実施種目
前回大会から男女各2階級が削減され、計10種目となった。
- 男子
  - 61 kg
  - 73 kg
  - 89 kg
  - 102 kg
  - 102 kg超

- 女子
  - 49 kg
  - 59 kg
  - 71 kg
  - 81 kg
  - 81 kg超

## 出場枠
各階級最大12選手、合計120選手が出場する。1つの国・地域からは1種目に1名ずつ、男女3名ずつまで出場できる。出場選手は予選期間中（2022年8月1日～2024年4月28日）に行われる各競技会の成績により獲得したポイントによるオリンピック予選ランキング（OQR）により選出される（各階級上位10名）。対象となる大会は以下の通り。
- 2022年ウエイトリフティング世界選手権（ ボゴタ）
- 2023年大陸選手権
  - 2023年パンアメリカン選手権（ バリローチェ）
  - 2023年ヨーロッパ選手権（ エレバン）
  - 2023年アジア選手権（ 晋州）
  - 2023年アフリカ選手権（ チュニス）
  - 2023年パシフィックゲームズ（ ホニアラ）
- 2023年IWFグランプリ1（ ハバナ）
- 2023年ウエイトリフティング世界選手権（ リヤド）
- 2023年IWFグランプリ2（ ドーハ）
- 2024年IWFワールドカップ（ プーケット）
- 2024年大陸選手権
  - 2024年パンアメリカン選手権（ カラカス）
  - 2024年ヨーロッパ選手権（ アンタルヤ）
  - 2024年アジア選手権（ タシュケント）
  - 2024年オセアニア選手権（ オークランド）
  - 2024年アフリカ選手権（ カイロ）

出場権を得るためには、原則として上記の大会のうち2023年世界選手権と2024年ワールドカップの両大会（必須）に加え、残りの5大会のうち少なくとも3大会に出場している必要がある。開催国であるフランスは開催国枠として男女2名ずつの出場が保証されており、OQRを通じて獲得した出場枠が男女各2名に満たなかった場合は追加の選手を選出することができる。ある階級においてOQR上位10名に入らない大陸があった場合、大陸枠としてそれらの大陸の選手のうち最上位となった選手に出場枠1つが割り当てられる。またユニバーサリティ枠として男女各3枠が三者委員会によって決定される。

## 競技日程
日付は中央ヨーロッパ夏時間（UTC+2）。
| 種目＼日付  | 8/7 | 8/7 | 8/8 | 8/8 | 8/9 | 8/9 | 8/10 | 8/10 | 8/10 | 8/11 |
| 種目＼日付  | 昼  | 夜  | 昼  | 夜  | 昼  | 夜  | 朝   | 昼   | 夜   | 朝   |
| ----------- | --- | --- | --- | --- | --- | --- | ---- | ---- | ---- | ---- |
| 男子61kg    | F   |     |     |     |     |     |      |      |      |      |
| 男子73kg    |     |     |     | F   |     |     |      |      |      |      |
| 男子89kg    |     |     |     |     | F   |     |      |      |      |      |
| 男子102kg   |     |     |     |     |     |     | F    |      |      |      |
| 男子102kg超 |     |     |     |     |     |     |      |      | F    |      |
| 女子49kg    |     | F   |     |     |     |     |      |      |      |      |
| 女子59kg    |     |     | F   |     |     |     |      |      |      |      |
| 女子71kg    |     |     |     |     |     | F   |      |      |      |      |
| 女子81kg    |     |     |     |     |     |     |      | F    |      |      |
| 女子81kg超  |     |     |     |     |     |     |      |      |      | F    |

## 競技結果

### 男子
| 階級      | 金                                      | 金     | 銀                                        | 銀  | 銅                                                    | 銅  |
| --------- | --------------------------------------- | ------ | ----------------------------------------- | --- | ----------------------------------------------------- | --- |
| 61 kg級   | 李発彬 中国 (CHN)                       | 310    | テーラポン・シラチャイ タイ (THA)         | 303 | ハンプトン・モリス アメリカ合衆国 (USA)               | 298 |
| 73 kg級   | リズキ・ユニアンシャ インドネシア (INA) | 354    | ウェーラポン・ウィチュマ タイ (THA)       | 346 | ボジダル・ディミトロフ・アンドレエフ ブルガリア (BUL) | 344 |
| 89 kg級   | カルロス・メイ・ナサル ブルガリア (BUL) | 404 WR | ジェイソン・ロペス コロンビア (COL)       | 390 | アントニーノ・ピッツォラート イタリア (ITA)           | 384 |
| 102 kg級  | 劉煥華 中国 (CHN)                       | 406    | アクバル・ジュラエフ ウズベキスタン (UZB) | 404 | ヤウヘニ・ツィハンツォウ 個人の中立選手 (AIN)         | 402 |
| +102 kg級 | ラシャ・タラハゼ ジョージア (GEO)       | 470    | ヴァラズダト・ララヤン アルメニア (ARM)   | 467 | ゴル・ミナシャン バーレーン (BRN)                     | 461 |

### 女子
| 階級     | 金                                                    | 金     | 銀                                                    | 銀  | 銅                                                      | 銅  |
| -------- | ----------------------------------------------------- | ------ | ----------------------------------------------------- | --- | ------------------------------------------------------- | --- |
| 49 kg級  | 侯志慧 中国 (CHN)                                     | 206    | ミハエラ・ヴァレンティーナ・カンベイ ルーマニア (ROU) | 205 | スロドチャナ・カンバオ タイ (THA)                       | 200 |
| 59 kg級  | 羅詩芳 中国 (CHN)                                     | 241 OR | モード・シャロン カナダ (CAN)                         | 236 | 郭婞淳 チャイニーズタイペイ (TPE)                       | 235 |
| 71 kg級  | オリヴィア・リーヴス アメリカ合衆国 (USA)             | 262    | マリ・レイビス・サンチェス コロンビア (COL)           | 257 | アンヒエ・パオラ・パラシオス・ダホメス エクアドル (ECU) | 256 |
| 81 kg級  | ソルフリド・エイラ・アメナ・コアンダ ノルウェー (NOR) | 275 OR | サラ・アフメド エジプト (EGY)                         | 268 | ネイシ・パトリシア・ダホメス・バレラ エクアドル (ECU)   | 267 |
| +81 kg級 | 李雯雯 中国 (CHN)                                     | 309    | パク・ヘジョン 韓国 (KOR)                             | 299 | エミリー・キャンベル イギリス (GBR)                     | 288 |